# Last (afhængig)
 For alternative betydninger, se Last. (Se også artikler, som begynder med Last)
En last er en egenskab ved en person, der ikke har internaliseret moralsk handlingsmønster. Handlinger gennemføres igen og igen, de er lyststyrede og umoralske i forhold til samfundets normer. En last kan være jævnligt at drikke for meget, jævnligt at spise usundt eller at spille om penge.
Der er en vis lighed mellem en last og en synd, men mens den første er moralsk funderet, er en synd religiøst betinget, hvorfor de to ikke er synonymer. Modsætningen til begge begreber er en dyd.